# هورکا ایای
هورکا ایای (به چکی: Horka II) یک منطقهٔ مسکونی در جمهوری چک است که در ناحیه کوتنا هورا واقع شده‌است.